# Кљунасти делфин
Кљунасти делфин (лат. Tursiops truncatus) је најпознатији и најчешће виђен делфин. Насељава топла и умерено топла мора широм света.

## Опис
Обични делфин је сиве боје, која варира од тамносиве на врху тела близу леђног пераја, до веома светло-сиве, скоро беле или чак ружичасте боје на стомаку. Ова врста делфина има издужену горњу и доњу вилицу, које формирају рострум и у облику су кљуна. Међутим, прави нос је отвор за дисање на врху главе делфина, а носна преграда се може видети када се тај отвор отвори. Лице и уста имају карактеристичан облик у виду „смешка“, али тај „осмех“ не значи да је делфин срећан; делфини не могу да померају вилице у било ком другом правцу.
Одрасли су дужине од 2 до 4 метра и теже од 150 до 650 килограма, док је у већини делова света дужина одраслих делфина око 2,5 метара, а тежина од 200 до 300 килограма. Мужјаци су мало већи од женки. Испоставља се да величина тела делфина зависи од станишта у ком живе. У толијим и плићим водама делфини су мањих димензија него њихови рођаци из хладнијих мора. На пример, код најсеверније популације обичних делфина који живе на самом северу Шкотске је забележена просечна дужина одраслих јединки мало мање од 4 метра. Супротно од њих, популација делфина на Флориди је просечне дужине од 2,5 метара. Делфини који настањују хладније воде су дебље грађе и имају крв способну за дубље роњење.
Врх репа и леђно пераје су грађени од густо збијених ћелија везивног ткива у којима нема костију и мишића. Животиња плива покретањем репа доле и горе. Грудна пераја се налазе по страни тела и служе да делфин одржи правац у ком се креће. Ова пераја садрже кости и видљиво су хомологна предњим удовима копнених сисара (од којих су се сви китови и делфини развили пре 50 милиона година).

## Таксономија
Научници су већ дуго време били свесни да постоји више од једне врсте кљунастих делфина. Захваљујући молекуларној генетици научници су успели да се сагласе око тога да постоје две врсте
- обични делфин, живи у скоро свим топлим морима и океанима; боја коже понекад сасвим плава и има тамну црту од кљуна до отвора за дисање.
- индопацифички обични делфин, живи у водама око Индије, Аустралије и јужне Кине; леђа су тамносива, а стомак је бео са сивим пегама.

Следећи се наводе као подврсте T. truncatus:
- пацифички обични делфин (T. gillii или T. truncatus gillii), живи у Пацифику; поседује црну линију која се протеже од очију до чела.
- црноморски обични делфин, живи у Црном мору.

## Понашање
Сваких 5-8 минута, обични, као и сви други делфини, морају да изроне на површину како би дисали преко својих отвора, иако генерално израњају много чешће - по неколико пута у минути. Стога, обични делфин веома кратко спава; једна половина мозга је заслужена за сан, а друга половина је „будна“.
Ови делфини живе у јатима од по 12 животиња. Обично група женки и њихових младунаца живи заједно у једном јату, а млађи делфини могу да живе у помешаним заједницама. Неколико различитих јата могу да се удруже и образују велике групе од по чак стотину и више делфина. Мужјаци углавном живе живе самостално или у јатима од 2-3 јединки, а могу да се с времена на време придруже тим мањим јатима.
Обични делфини су понајвише познати по својој радозналости и дружељубивој природи према људима. Повремено, делфини су спасавали повређене рониоце подижући их на површину. Такво понашање такође примењују према сопственој врсти. У новембру 2004. године, још драматичнији извештај је стигао са обала Новог Зеланда, када је група обичних делфина спасила три чувара плаже, удаљена 100 метара од обале Вангареја, од 3 метра дугачке велике беле ајкуле. Чувари су пливали, наишавши на ајкулу, када су делфини осетили опасност окруживши пливаче 40 минута штитећи их од напада животиње.
Делфини су грабљивице и такође исказују агресивност. То укључује борбу мужјака око женке, агресивност према ајкулама и другим мањим врстама делфина. Праћена је једна популација око Шкотске како напада и убија сиве делфине .
Женке обичних делфина живе око 40 година, док мужјаци ретко доживе више од 30 година.

### Исхрана
Хране се мањом рибом, понекад такође лигњама, крабама, рачићима и другим мањим животињама. Њихови зуби служе за кидање, а не за жвакање хране. Када наиђу на јато риба, делфини раде тимски како би успели да одрже рибе заједно и повећају улов. Такође лове и самостално. Примењују и другу тактику при лову; ударају снажно рибу, омамљујући је, а понекад и бацајући је изнад воде како би је лакше појели.

## Размножавање
Мужјак има два прореза испод стомака: један прорез окружује пенис, а други се налази иза аналног отвора. Женка поседује један прорез око вагине и ануса.
Мужјак се удвара на више начина: пливањем поред женке, прављењем разних поза, миловањем, чешањем о женку, ударањем вилицама, трљањем кљунова и цичањем. Копулацији (парењу) претходи дугачка предигра; тада мужјак и женка споје стомак о стомак када мужјак издужи пенис из свог прореза до вагине. Овај чин траје само 10-30 секунди, али се понавља неколико пута, и траје неколико минута са прекидима.
Женка је бременита отприлике 12 месеци. Млади се рађају у плиткој води, док „бабица“ (која може бити и мужјак) припомаже при порођају. Рађа се само једно младунче, дугачко око 1 метар. Мајка храни младунче од 12 до 18 месеци млеком преко млечних жлезда смештених код гениталних прореза.
Младунче живи близу мајке док не напуни шест година. Мужјаци не учествују у подизању младих. Женке су полно зреле са 5-10 година, а мужјаци мало касније, са 10-12 година.

## Природни непријатељи
Велике врсте ајкула попут тиграсте или замбези ајкуле лове обичне делфине. Међутим, делфини нису беспомоћни у односу на непријатеља и познати су по томе да се успешно могу одбранити током сукоба. Одређене (али не све) орке могу да се хране делфинима, али то ретка случајност. Друге орке, оне које се не хране сисарима, су виђене како пливају заједно са обичним делфинима.
Пливање у јатима помаже делфинима да се лакше одбране од напада непријатеља. Користе се сложеним стратегијама избегавања, а до смрти ће се борити против непријатеља. Такође придолазе у помоћ другим повређеним делфинима, држећи их изнад воде да би удахнули ваздух.

## Статус
Обични делфини нису угрожена врста сисара. Њихова будућност је за сада стабилна, због тога што их има у изобиљу и веома су прилагодљиви. Међутим, неке подврсте су у опасности због климатских промена. На пример, процењено је да је остало само 150 делфина који живе на сверу Шкотске и да њихов број опада за око 6% годишње, услед њиховог узнемиравања, загађења мора и смањења хране. Локална промена климе као што је повећање температуре воде такође игра мању улогу у овоме.

## Занимљивости
- Обични делфини су веома енергичне животиње и могу високо да искачу из воде, чак 4.9 метара.
- Могу да пливају брзином од 35 km на час.